# Wilhelm Levysohn

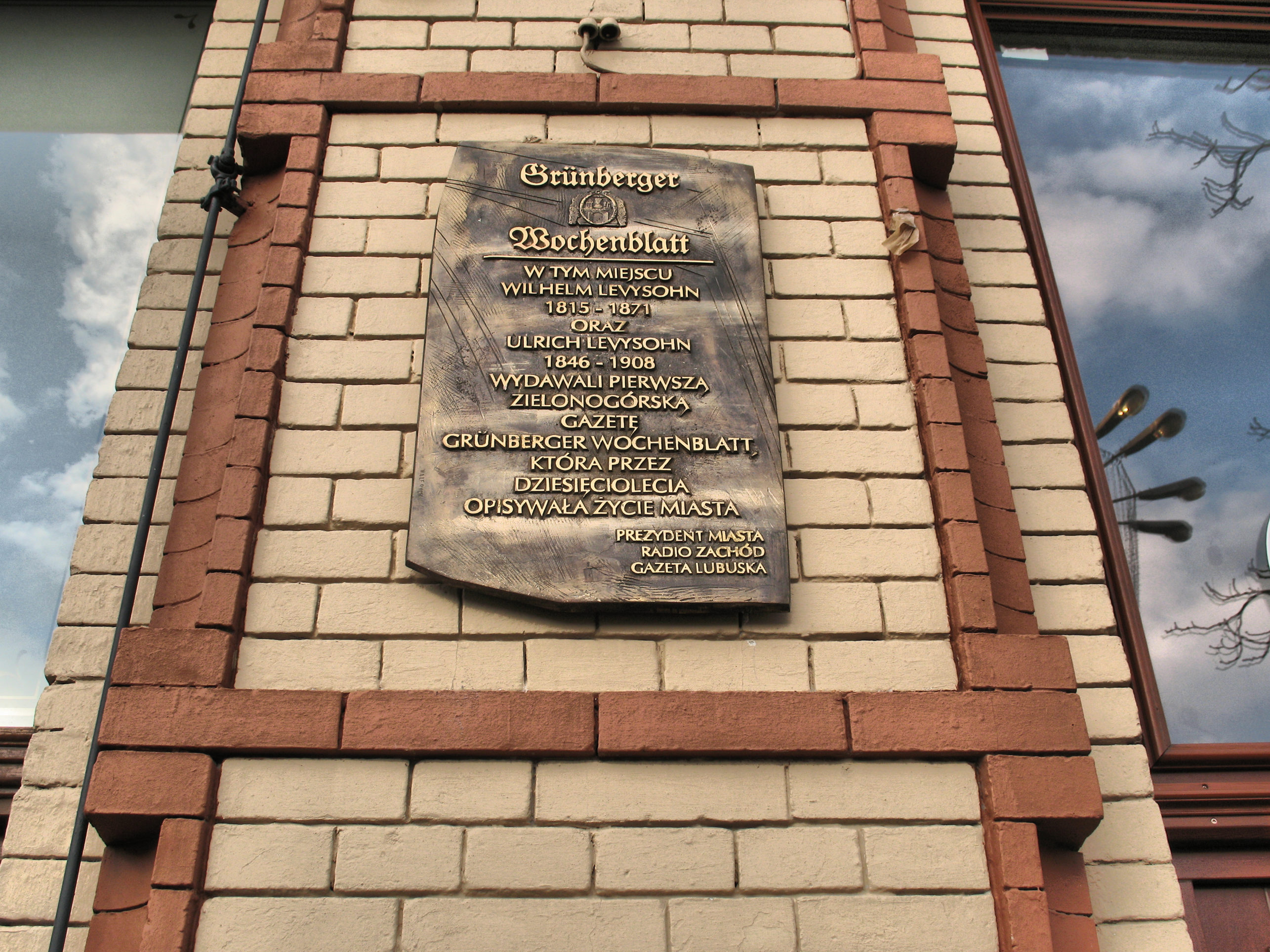
Tablica upamiętniająca drukarnię Levysohna w Zielonej Górze

Wilhelm Levysohn (ur. 25 maja 1815 w Głogowie, zm. 26 maja 1871 w Zielonej Górze) – wydawca i redaktor naczelny (1841–1871) wpływowego zielonogórskiego tygodnika Grünberger Wochenblatt, doktor nauk prawniczych, parlamentarzysta, tłumacz polskiej literatury; powszechnie określany jako polonofil.

## Życiorys
Wywodził się z bogatej rodziny żydowskich kupców głogowskich. Uczęszczał do głogowskiego gimnazjum, studiował prawo w Berlinie. W 1838 roku na Uniwersytecie w Jenie uzyskał tytuł doktora filozofii. Kariera prawnicza jednak była dla niego zamknięta ze względu na pochodzenie. W 1837 roku przeniósł się do Zielonej Góry (wówczas: Grünberg), a cztery lata później (1841) przejął wydawanie tygodnika Grünberger Wochenblatt, określanego jako gazeta liberalna i polonofilska. Oskarżony o zdradę stanu, skazany w 1847 na dwa lata więzienia.
Zaangażował się politycznie w wydarzenia Wiosny Ludów w 1848 roku. Został przewodniczącym Stowarzyszenia Oświeconych (Verein der Freisinnigen). Za rozpropagowanie pisma obrażającego Fryderyka Wilhelma IV został skazany na karę rocznego pobytu w więzieniu oraz grzywnę. Zaraz potem, we wrześniu 1848 roku, został wybrany z ramienia okręgu Grünberg-Freistadt do Zgromadzenia Narodowego we Frankfurcie. Z powodu wyroku sądowego, uchylono mu immunitet. Uzyskał obniżenie kary więzienia do 9 miesięcy i jej część spędził w Twierdzy Cosel. Po wyjściu na wolność kontynuował działalność wydawniczą. Zmarł w Zielonej Górze.